# Europese gevaarsymbolen
De Europese Unie hanteert een aantal gevaarsymbolen met de daarbij behorende categorie voor de aanduiding van het gevaar van bepaalde stoffen. Vanaf 2008 werd dit systeem gefaseerd vervangen door het wereldwijde GHS-systeem voor het classificeren en labelen van chemicaliën.

## Categorieën

### Toxiciteit
Toxiciteit of giftigheid
- T+ Zeer toxisch: stoffen en preparaten waarvan reeds een zeer geringe hoeveelheid bij inademing of opneming via de mond of via de huid acute of chronische aandoeningen en zelfs de dood kan veroorzaken.
- T Toxisch: stoffen of preparaten waarvan reeds een geringe hoeveelheid bij inademing of opneming via de mond of via de huid acute of chronische aandoeningen en zelfs de dood kan veroorzaken.

### Brandbaarheid
- Geen symbool   Ontvlambaar: vloeibare stoffen en preparaten met een laag vlampunt (minimaal 21 °C en maximaal 55 °C).
- F Licht ontvlambaar: stoffen en preparaten die bij normale druk aan de lucht blootgesteld, zonder toevoeging van energie, in temperatuur kunnen stijgen en ten slotte kunnen ontbranden, of, vaste stoffen en preparaten die na kortstondige inwerking van een ontstekingsbron gemakkelijk kunnen ontbranden en na verwijdering van de ontstekingsbron blijven branden of gloeien, of, vloeibare stoffen en preparaten met een zeer laag vlampunt, of, stoffen en preparaten die bij aanraking met water of vochtige lucht een gevaarlijke hoeveelheid van zeer licht ontvlambare gassen ontwikkelen.
- F+ Zeer licht ontvlambaar: stoffen en preparaten in vloeibare toestand met een uiterst laag vlampunt en een laag kookpunt, alsmede gasvormige stoffen en preparaten die bij normale temperatuur en druk aan de lucht blootgesteld kunnen ontbranden.
- P Ontvlambare vloeistoffen volgens vlampunt
  - P1 Licht ontvlambare vloeistoffen: vlampunt < 21 °C
  - P2 Ontvlambare vloeistoffen; vlampunt > 21 °C en ≤ 55 °C
  - P3 Brandbare vloeistoffen; vlampunt > 55 °C en ≤ 100 °C
  - P4 Brandbare vloeistoffen; vlampunt > 100 °C
- E Explosief (ontplofbaar): stoffen en preparaten in vaste, vloeibare, pasta- of gelatineachtige toestand die ook zonder de inwerking van zuurstof in de lucht exotherm kunnen reageren, hierbij snel gassen ontwikkelen en onder bepaalde omstandigheden detoneren, snel explosief verbranden of door verhitting bij gedeeltelijke afsluiting ontploffen.
- O Oxiderend: stoffen en preparaten die bij aanraking met andere stoffen, met name ontvlambare stoffen, sterk exotherm reageren.

### Andere gevaren
- C Corrosief (bijtend): stoffen en preparaten die bij aanraking met levend weefsel daarop een vernietigende werking kunnen uitoefenen.
- Xn Schadelijk: stoffen en preparaten die bij inademing of opneming via de mond of via de huid acute of chronische gevaren en zelfs de dood kunnen veroorzaken.
- Xi Irriterend: niet bijtende stoffen en preparaten die bij directe, langdurige of herhaalde aanraking met de huid of de slijmvliezen een ontsteking kunnen veroorzaken.
- N Gevaarlijk voor het milieu: stoffen en preparaten die wanneer zij in het milieu terechtkomen, onmiddellijk of na verloop van tijd gevaar voor een of meer milieucompartimenten opleveren of kunnen opleveren.
- T (cat. 1 en 2) en
- Xn (cat. 3) 
  - Kankerverwekkend: stoffen en preparaten die bij inademing of bij opneming via de mond of via de huid kanker kunnen veroorzaken of de frequentie daarvan doen toenemen.
  - Mutageen: stoffen en preparaten die bij inademing of bij opneming via de mond of via de huid erfelijke genetische afwijkingen kunnen veroorzaken of de frequentie daarvan doen toenemen.
  - Teratogeen (vergiftig voor de voortplanting): stoffen of preparaten die bij inademing of bij opneming via de mond of via de huid niet-erfelijke afwijkingen bij het nageslacht en/of de aantasting van de mannelijke of vrouwelijke voortplantingsfuncties of -vermogens veroorzaken, dan wel de frequentie daarvan doen toenemen.
- Xn Sensibiliserend: stoffen en preparaten die bij inademing of opneming via de mond of via de huid aanleiding kunnen geven tot een zodanige reactie van hypersensibilisatie dat latere blootstelling aan de stof of het preparaat karakteristieke nadelige effecten veroorzaakt.

## Officiële gevarenpictogrammen van de Europese Unie (tot 2008)

### Giftig of schadelijk

Uiterst toxisch (T+)
Toxisch (T)
Schadelijk (Xn)

### Brandgevaar

Explosief (E)
Zeer licht ontvlambaar (F+)
Licht ontvlambaar (F)
Oxiderend (O)

### Corrosief of irriterend

Corrosief (C)
Irriterend (Xi)

### Milieugevaarlijk

Gevaarlijk voor het milieu (N) Verplicht op elk ADR voertuig

## Nederland
De Europese gevaarsymbolen waren in de Nederlandse wetgeving verankerd door middel van de Wet milieugevaarlijke stoffen (WMS). Deze wet is sinds 1 juni 2008 ingetrokken als gevolg van de inwerkingtreding van de Europese Verordening REACH in 2007. De wet voorzag onder andere in de etikettering met gevaarsymbolen.

## Globally Harmonized System of Classification and Labelling of Chemicals

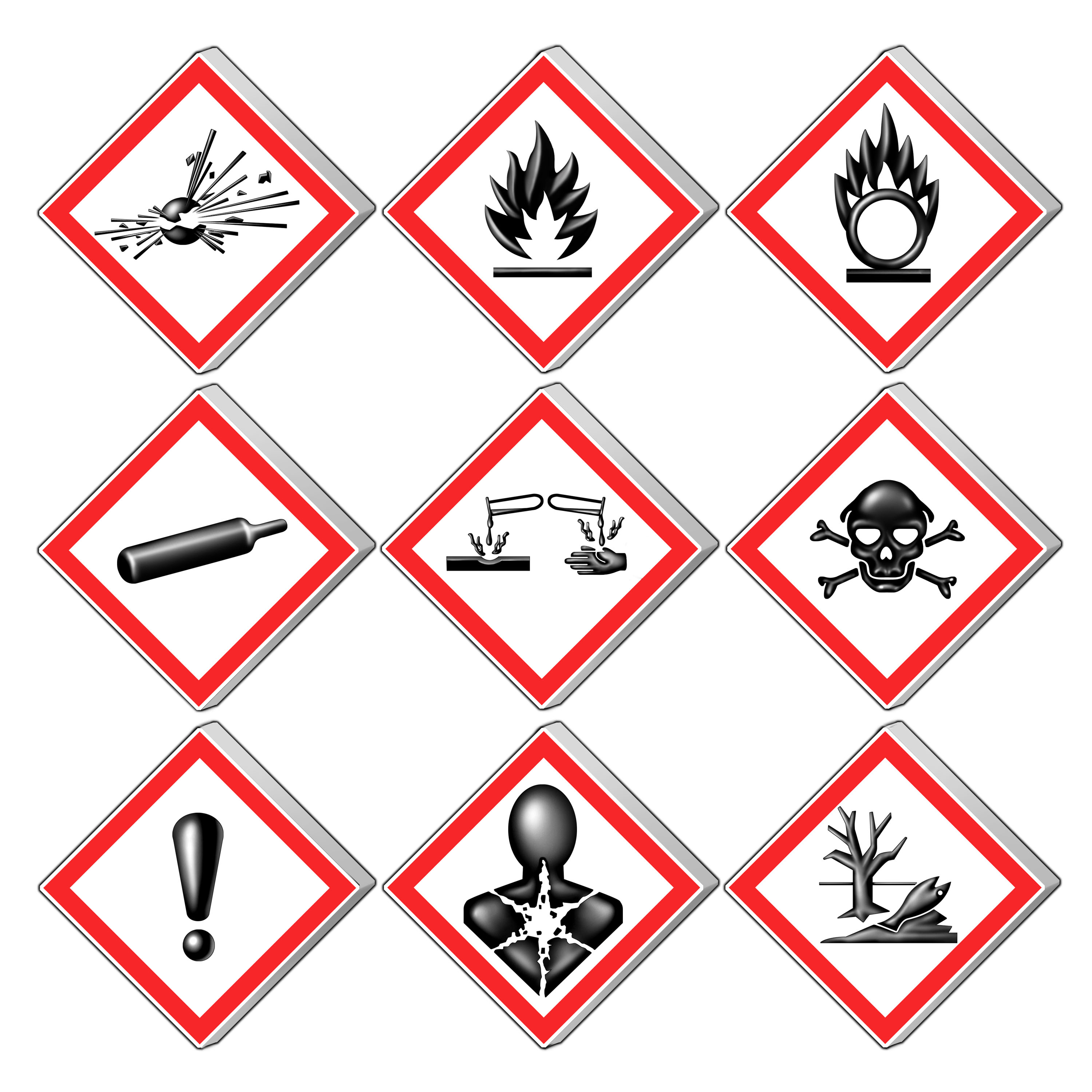
De GHS-labels

GHS is de nieuwe wijze van indeling, kenmerking en etikettering van chemische stoffen en preparaten. Het systeem is ontwikkeld binnen de Verenigde Naties en is gebaseerd op bestaande systemen uit verschillende delen van de wereld.